# Geografia Wielkiej Brytanii

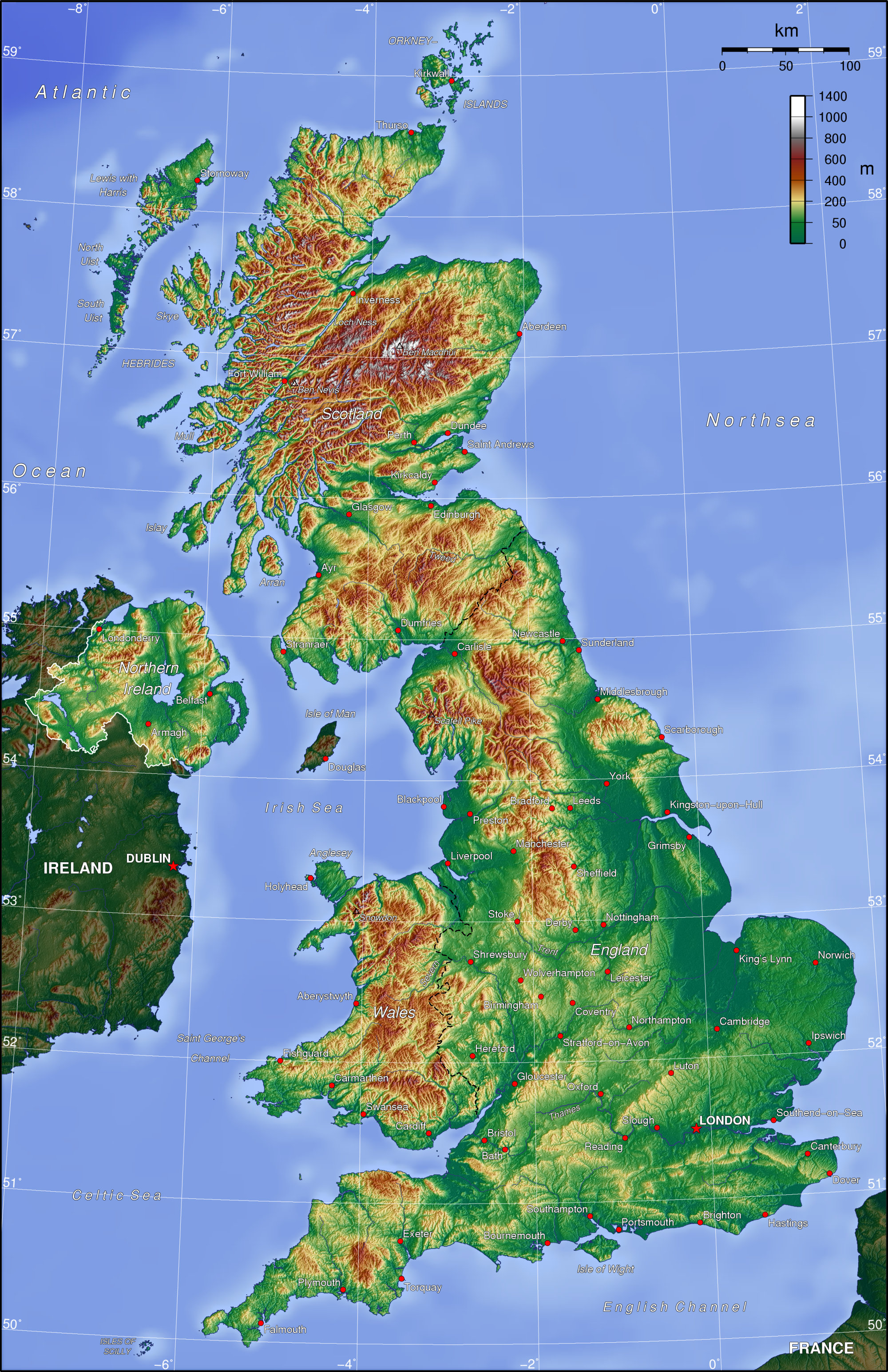
Mapa hipsometryczna

Wielka Brytania – jest średniej wielkości wyspiarskim państwem położonym w północno-zachodniej Europie, według klasyfikacji ONZ kraj zaliczany jest do państw Europy Północnej. Kraj zajmuje przeważającą część archipelagu Wysp Brytyjskich, który liczy łącznie ok. 5500 wysp, z czego 140 zamieszkanych. Największe z nich to Wielka Brytania, Irlandia, Hebrydy, Szetlandy, Orkady, Anglesey oraz Wight. Znaczna część powierzchni kraju leży na głównej wyspie o powierzchni 230 tys. km², oddzielonej od kontynentu europejskiego kanałem La Manche i Cieśniną Kaletańską.

## Powierzchnia i granice
Wielka Brytania ma powierzchnię około 245 tys. km².
Skrajne punkty:
- północny: 60°51'N (wyspa Out Stack w archipelagu Szetlandów)[1]
- południowy: 49°51'N (Western Rocks, wyspy Scilly)[2]
- zachodni: 13°30'W (skała Rockall na zachód od Hebrydów)
- wschodni: 1°46'E (Ness Point, koło miasta Lowestoft w Anglii)[3]

Rozciągłość południkowa kraju wynosi 1224 km, a równoleżnikowa 865 km. Sama wyspa Wielka Brytania ma około 950 km długości, a jej średnia szerokość wynosi 300 km.
Wielka Brytania graniczy z następującymi państwami:
- Irlandia
  - granica lądowa poprzez Irlandię Północną – 360 km
  - poprzez wody terytorialne Kanału Św. Jerzego, Morza Irlandzkiego i Kanału Północnego – 500 km
- Francja: poprzez wody terytorialne kanału La Manche – 570 km
- Belgia: poprzez wody terytorialne Morza Północnego – 80 km
- Holandia: poprzez wody terytorialne – ~200 km
- Cypr – granica lądowa poprzez Akrotiri i Dhekelia – 152 km
- Hiszpania – granica lądowa poprzez Gibraltar – 1,2 km

Linia brzegowa całkowita wynosi 12 429 km.

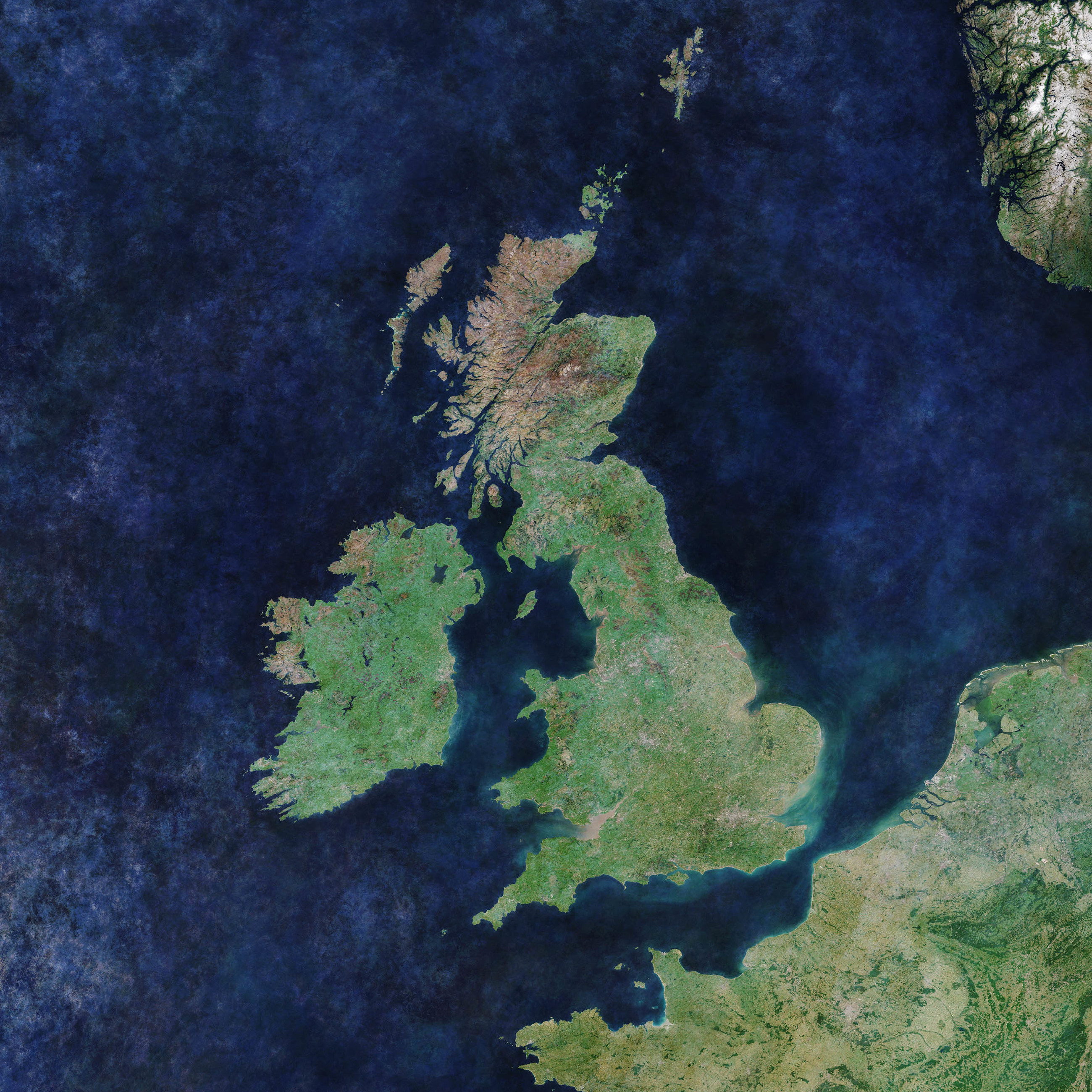
Zdjęcie satelitarne Wielkiej Brytanii

Oprócz tego do Wielkiej Brytanii należą terytoria zamorskie np. Gibraltar.

## Ukształtowanie poziome
Wybrzeże jest silnie rozczłonkowane, z licznymi zatokami. Wybrzeża są przeważnie klifowe, strome, zwłaszcza po zachodniej stronie Półwyspu Kornwalijskiego, gdzie sięgają 200 m wysokości, podobnie w Szkocji i w północno-zachodniej Anglii. We wschodniej i południowej Anglii wybrzeża są płaskie, akumulacyjne. Oprócz klifów występują wybrzeża fiordowe w Szkocji, natomiast w Walii i na Półwyspie Kornwalijskim wybrzeża riasowe. Morze Irlandzkie oraz Kanały: Św. Jerzego i Północny oddzielają wyspy Wielką Brytanię i Irlandię, której ok. 80% należy do samodzielnego państwa – Republiki Irlandii, pozostała część, na północnym wschodzie, do brytyjskiej prowincji – Irlandii Północnej. Charakterystyczne dla brytyjskiego wybrzeża są głęboko wcięte zatoki (największe: Kanał Bristolski, Cardigan, Zatoka Liverpoolska, Firth of Clyde, Firth of Forth, Moray Firth) i szerokie estuaria rzek, w których podczas przypływu poziom wody podnosi się o kilka metrów. Amplituda pływów u wybrzeży Wielkiej Brytanii wynosi: 14 m w Kanale Bristolskim, ponad 8 m przy ujściu rzeki Mersey do Zatoki Liverpoolskiej, ok. 6 m w estuarium Tamizy i 1 m u północnych wybrzeży Irlandii Północnej.

## Budowa geologiczna
Wielka Brytania, oprócz terytoriów zamorskich znajduje się na cokole kontynentalnym Europy Zachodniej. Od stałego lądu wyspa jest oddzielona Cieśniną Kaletańską, która wykształciła się podczas interglacjału eemskiego.
Ukształtowanie powierzchni jest zróżnicowane, w znacznym stopniu uformowane w orogenezie kaledońskiej i hercyńskiej, później podlegające ruchom tektonicznym orogenezy alpejskiej, denudacjom i kilkakrotnym zlodowaceniom. Krajobraz cechuje się licznymi formami polodowcowymi, są to m.in.: drumliny, ozy, głazy narzutowe i jeziora.
Wyspy Brytyjskie cechuje złożona budowa geologiczna. Przeważająca część kraju to stare prekambryjskie i paleozoiczne utwory. Prekambryjskie utwory budują góry lądowej części Szkocji, Hebrydów i Szetlandów, część z tych struktur jest pozbawione osadów czwartorzędowych i jest widoczna w postaci wychodni. Ponadto stare skały znajdują się w północnej części Irlandii (obszar należący do Wielkiej Brytanii). Prekambryjskimi skałami są łupki, kwarcyty i marmury. Najstarszym skrawkiem archipelagu jest część masywu na wyspie Lewis. Skały budujące wyżej wymienione obszary pochodzą także z dolnego paleozoiku. Spośród skał dolnego paleozoiku należy wymienić dolomity i piaskowce. Twory te występują na Wyżynie Południowoszkockiej, w południowo-wschodniej części Ulsteru i znaczną część Walii. Wzdłuż pęknięć występują skały wulkaniczne. Góry Wielkiej Brytanii poddane zostały sfałdowaniu w czasie orogenezy kaledońskiej, a następnie podlegały procesom wietrzenia i erozji. Obecny kształt brytyjskich górotworów jest wynikiem procesów górotwórczych i rzeźbotwórczych jakie zaszły po orogenezie kaledońskiej. Osady z górnego paleozoiku (dewon, karbon i perm) wypełniają Nizinę Środkowoszkocką, a w Anglii utworzyły południkowy pas obszarów ciągnących się od Wyżyny Południowoszkockiej do wybrzeży Morza Północnego i południowych wybrzeży Walii. Z utworów górnego paleozoiku zbudowana jest także Kornwalia. W osadach tych dominują wapieni, piaskowce i margle.
Na wschód od pasa warstw górnego paleozoiku ciągną się utwory mezozoiczne, które występują na całej Nizinie Angielskiej i w południowej Anglii. Występują tam jurajskie wapienie i glinki, triasowe piaskowce i zlepieńce i kredowe piaski, glinki i kreda. Spośród osadów kenozoicznych w większej ilości występują tylko eoceńskie gliny i żwiry oraz jeziorne piaskowce i wapienie. Silne ruchy tektoniczne związane z orogenezą alpejską spowodowały odmłodzenie rzeźby Wielkiej Brytanii. Stare, zdenudowane pasma górskie uległy potrzaskaniu; powstały zręby, zapadliska i rowy tektoniczne. Ruchom tektonicznym towarzyszyła działalność wulkaniczna, m.in. wylewy law bazaltowych na Hebrydach, w Górach Kaledońskich i Irlandii Północnej. W wyniku zlodowaceń plejstoceńskich, które 4-krotnie objęły Wyspy Brytyjskie (maksymalny zasięg zlodowacenia do doliny Tamizy), wykształciła się rzeźba polodowcowa, charakteryzująca się występowaniem żłobów, cyrków i szerokich dolin polodowcowych w górach, moren i sandrów – na obszarach nizinnych.

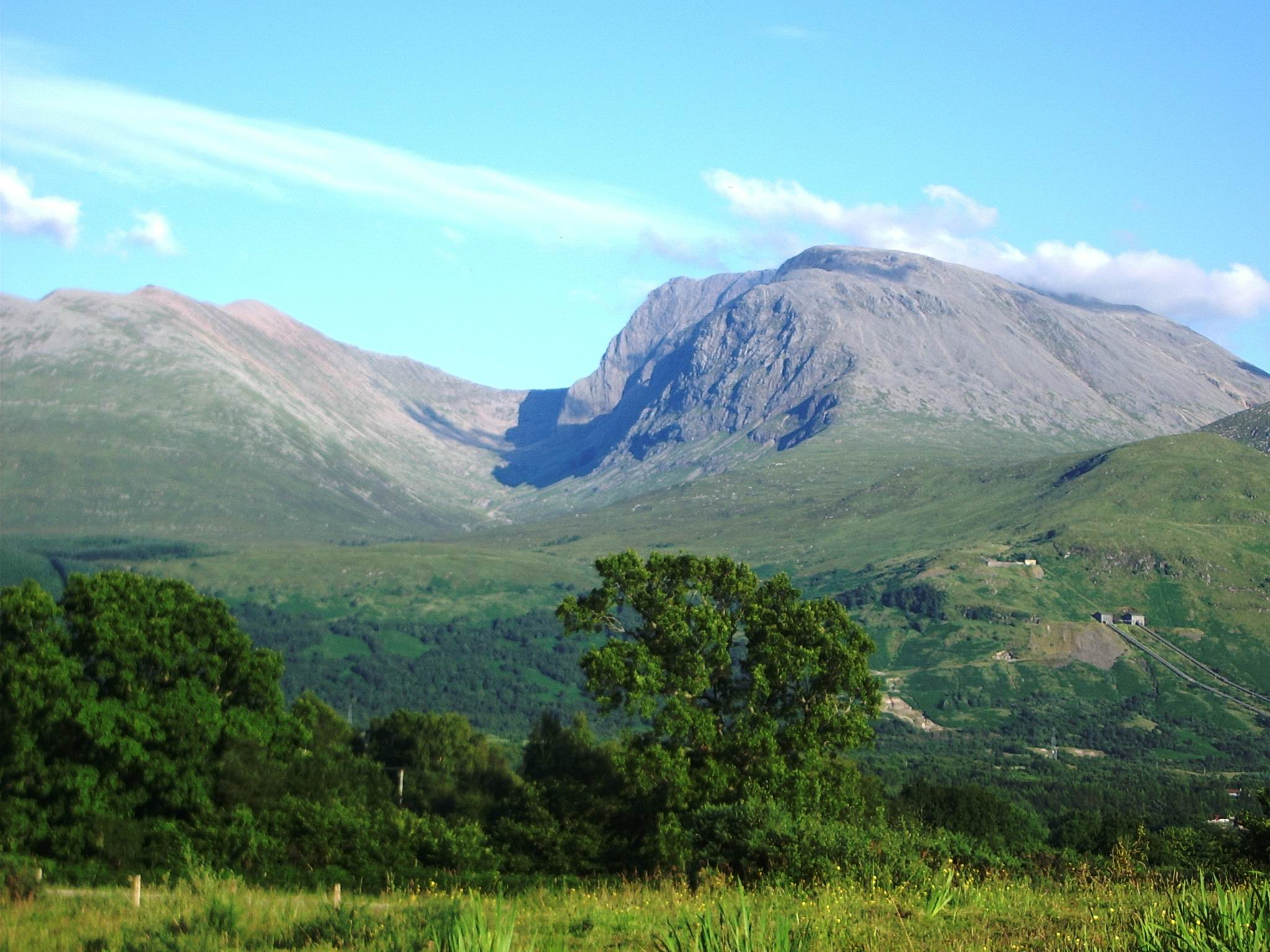
Ben Nevis – najwyższy szczyt Wielkiej Brytanii

## Rzeźba
Wielką Brytanię można podzielić na dwie strefy: nizinną na południu i wyżynno-górzysta na północy, z tym że obszary górskie znajdują się także w Walii i Kornwalii.
Na północy głównej wyspy znajdują się stare Góry Kaledońskie i Grampiany, rozdzielone rowem tektonicznym. Silnie rozczłonkowane dolinami rzecznymi Góry Kaledońskie są górami średnich wysokości, a ich najwyższym szczytem jest Carn Eige o wysokości 1182 m n.p.m. Granitowe masywy szkockich Grampianów są najwyższe w całej Wielkiej Brytanii. Najwyższy szczyt tych gór jak i całego kraju to Ben Nevis (1345 m n.p.m.). Południowa część Szkocji jest wyżynna, znajduje się tam Wyżyna Południowoszkocka o maksymalnej wysokości 840 m n.p.m. Wzgórza Cheviot stanowią naturalną granicę między Szkocją a Anglią. Góry te wznoszą się maksymalnie do 816 m n.p.m. W środkowej części leżą Góry Pennińskie, które są górami niskimi. Cross Fell jest ich najwyższym szczytem i wznosi się na 893 m n.p.m. Góry te ciągną się równolegle do wybrzeży i występuje tam rzeźba krasowa. Góry Kambryjskie leżą na zachodzie kraju na terytorium Walii. Przeciętna wysokość ich grzbietów przekracza 600 m n.p.m. a ich najwyższy szczyt Snowdon osiąga 1085 m n.p.m.
Środkowa i południowa Anglia to kraina nizinna poprzecinana licznymi pasmami wzgórz. Południowo-wschodnią część tej krainy zajmuje Basen Londyński zwany także Niziną Angielską, ograniczony wzgórzami kredowymi. Tereny nizinne Wielkiej Brytanii to tereny położone na wysokości 120–150 m n.p.m. Na południe od Gór Pennińskich rozciąga się płaska nizina Midlands, ograniczona od południowego wschodu progiem jurajskim (wzgórza Cotswold oraz okolice miasta Northampton), na wschodzie – nizina Fenland; na południowym wschodzie Anglii znajduje się Basen Londyński, otoczony progami kredowymi: od północnego zachodu wapiennymi wzgórzami Chiltern i Wyżyną Wschodnioangielską, od południa – North Downs (wysokość 294 m). Na południe od Basenu Londyńskiego leży płaska antyklina The Weald, ograniczona od południa ciągiem wapiennych wzgórz South Downs, na zachodzie leży wapienna równina Salisbury. Półwysep Kornwalijski cechuje się rozległymi wzniesieniami kopulastymi, z których najwyższy szczyt – Dartmoor osiąga 621 m n.p.m.
Znaczną część Irlandii Północnej zajmują góry, będące przedłużeniem masywów kaledońskich Szkocji; na północy znajduje się pasmo Sperrin Mountains, na południowym wschodzie – Mourne Mountains, z najwyższym szczytem Irlandii Północnej – Slieve Donard (852 m).

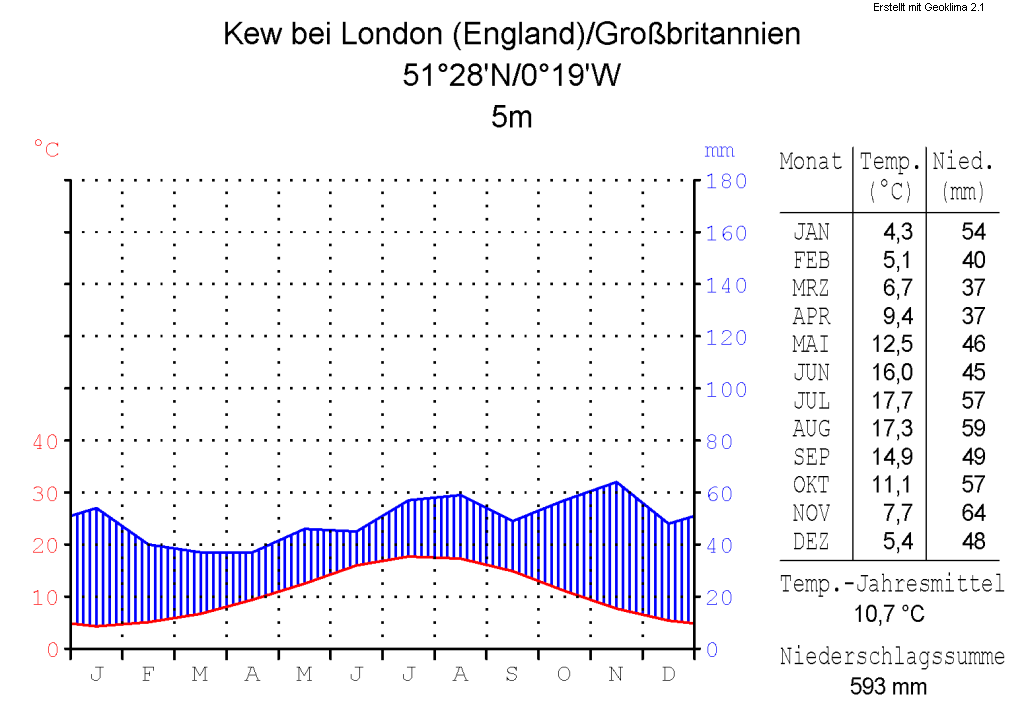
Wykres klimatyczny Wielkiej Brytanii na przykładzie Londynu. Niebieską linią oznaczono opady, czerwoną temperatury.

## Klimat
Wyspiarskie położenie, a zwłaszcza sąsiedztwo ciepłego Prądu Północnoatlantyckiego (przedłużenie Prądu Zatokowego), opływającego Wyspy Brytyjskie od północy i zachodu, powodują, że Wielka Brytania ma klimat umiarkowany ciepły, wybitnie morski.

### Temperatura
Średnia temperatura w styczniu w Wielkiej Brytanii jest nieco wyższa od zera: waha się od 1-2 °C w centrum Szkocji do 5 °C w Kornwalii. W wyniku działania adwekcji morskiej temperatura zimą może dojść nawet do 17-18 °C w północnej Walii, natomiast w wyniku działalności fenów w północnej Szkocji temperatura może wynieść nawet 22 °C. Temperatura w lipcu wynosi na ogół od 15 °C w Szkocji przez 16-17 °C na wybrzeżach do 20 °C w centrum wyspy jednakże ekstremalne temperatury zanotowane w Londynie wynoszą 38 °C. Temperatura minimalna średnia dobowa w lipcu wynosi od 8-12 °C. Największy wpływ na temperatury ma Atlantyk, który wygładza klimat oraz w nieco mniejszym niż np. w Norwegii czy Islandii Golfstrom.

### Opady
Opady są obfite i występują w ciągu całego roku, jest to cecha wyróżniająca Wielką Brytanię od wielu innych krajów Europy. Deszcz w Wielkiej Brytanii jest zjawiskiem występującym niemal codziennie, zwłaszcza na górskich terenach Szkocji. Opady występują głównie w postaci deszczu. Średnia roczna suma opadów wynosi od powyżej 3000 mm w górach Szkocji do 1000 mm w zachodniej Anglii i około 700 mm we wschodniej Anglii. Około 60% opadów przypada na okres od października do stycznia, najsuchszą porą roku jest wiosna. Śnieg należy do rzadkości, opady śniegu występują jedynie w szkockich górach. Często występują mgły, które na wybrzeżu pojawiają się latem, zaś zimą i jesienią występują w głębi wysp.

## Wody
Bardzo gęsta sieć rzek, z których największymi są: Tamiza, Severn, Trent, Mersey, Clyde. Rzeki są krótkie i cechują wyrównanymi stanami wód w ciągu roku. Główną rzeką kraju jest Tamiza (dł. 338 km, pow. dorzecza 11,4 tys. km²). Tamiza płynie przez Basen Londyński i uchodzi do Morza Północnego szerokim (7–8 km) estuarium. Do Morza Północnego uchodzą również: Trent (długość 274 km) i Great Ouse oraz Tees, Tyne, Tweed i inne. Do Morza Irlandzkiego uchodzi Mersey, do Kanału Bristolskiego – Severn (290 km), a do zatoki Firth of Clyde – główna rzeka Szkocji, Clyde. Większość rzek jest uregulowana (śluzy, zapory, obwałowania koryt rzecznych budowane od XV w.) i skanalizowana. Kanały, budowane od końca XVIII w. połączyły m.in. Tamizę z rzeką Avon (uchodzącą do Kanału Bristolskiego), Mersey z rzekami Great Ouse i Trent. Powstałe szlaki wodne łączą Morze Irlandzkie z Morzem Północnym. Zbudowany na początku XIX w. w Szkocji Kanał Kaledoński (dł. 97 km) połączył zatokę Moray Firth (Morze Północne) i Firth of Lorne (Ocean Atlantycki). Rzeki są wykorzystywane głównie do zaopatrzenia ludności i zakładów przemysłowy w wodę oraz jako szlaki żeglugowe. Szerokie estuaria rzek są doskonałymi miejscami do budowy portów. Rzeki zasilane są niemal wyłącznie opadami deszczu, wyjątek stanowią cieki wypływające ze szkockich gór, które przez krótki okres zasilają śnieżne roztopy.
Wielka Brytania jest krajem bogatym w jeziora, zwłaszcza polodowcowe, które najliczniej występują w górach Szkocji, Górach Kumbryjskich, północnej części Gór Kambryjskich oraz w Irlandii Północnej. Największe jeziora to Lough Neagh, Loch Lomond, Loch Ness, Loch Morar. Loch Morar i Ness są najgłębszymi jeziorami w kraju.

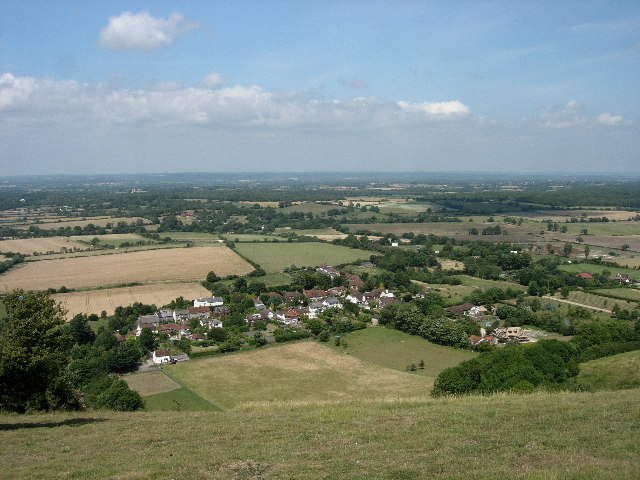
Współczesny krajobraz Wielkiej Brytanii

## Gleby
Wielka Brytania cechuje się różnorodnością i przestrzenną zmiennością pokrywy glebowej. W regionach górskich Wielkiej Brytanii występują mało żyzne gleby kamieniste i żwirowe. Bielice iluwialno-żelaziste pokrywają tereny w Szkocji, brunatne wyługowane występują w północnej Anglii, Walii i Irlandii Północnej. W kompleksie z górskimi glebami bielicowymi i brunatnymi powszechnie występują gleby torfowe. Obszary nizinne pokrywają żyźniejsze gleby brunatne i płowe, powstałe na iłach, glinach i piaskach pochodzenia głównie polodowcowego. Duże powierzchnie wschodniej Anglii zajmują gleby oglejone, uformowane z bezwęglanowych glin i iłów. Z wychodniami wapieni mezozoicznych na równinie Salisbury i progach denudacyjnych są związane żyzne rędziny.

## Flora
Mimo iż Wielka Brytania ma dogodne warunki do rozwoju ekosystemów leśnych, to lasy zajmują niewielką część powierzchni kraju (11,8% powierzchni całkowitej). Większość obszarów zajmują łąki i pastwiska. Wielka Brytania leży w strefie europejskich lasów mieszanych. Pierwotnie prawie cały obszar tego kraju porastały kaledońskie lasy mieszane. Dziś fragmenty tego lasu można spotkać jedynie miejscami, na północy kraju. Postępujący rozwój przemysłu i rolnictwa sprawił, że dzisiejszy krajobraz w znaczącym stopniu różni się od tego jaki panował chociażby za czasów słynnego Robin Hooda. Obecnie niemal cały ekosystem leśny to liściaste lasy, będące wtórnymi zbiorowiskami roślinnymi. W lasach tych dominuje buk i dąb. Obszary na północy kraju w głównej mierze zajmują gatunki iglaste – sosny i świerki. Na Półwyspie Kornwalijskim w lasach rosną dęby korkowe.
Wrzosowiska są charakterystyczne dla krajobrazu Szkocji, Irlandii Północnej, wyżyn północnej Anglii i Walii a także Półwyspu Kornwalijskiego. Krzewinkowe zespoły wrzosów i wrzośców, które rozwinęły się m.in. na stokach gór Szkocji występują głównie w miejscach wykarczowanych lasów. Szczyty gór na północy kraju zajmują murawy z udziałem gatunków arktyczno-alpejskich. Krajobraz terenów rolniczych Wielkiej Brytanii, zwłaszcza Anglii, urozmaicają liczne śródpolne zadrzewienia.

## Fauna
Fauna należy do regionu europejskiego lasów mieszanych. Świat zwierzęcy został znacznie przetrzebiony, na wolności pozostały m.in.: jelenie, lisy, borsuki, wydry, gronostaje oraz wiele gatunków ptaków i ryb. Spośród ptaków powszechne są żyjące na wybrzeżach mewy.
Naturalne środowisko chronione jest w trzynastu rezerwatach biosfery i kilku parkach narodowych, m.in. Lake District i Dartmoor. Łączna powierzchnia obszarów podlegających ochronie częściowej (parki krajobrazowe) i całkowitej (rezerwaty przyrody, parki narodowe) wynosi 75,2 tys. km², co stanowi 18,3% powierzchni kraju.